# Leptodon cayanensis
El Leptodon cayanensis, llamado vulgarmente: milano cabecigrís, halconcito azul o tapevy (en guaraní)  es una especie de ave Accipitriforme de la familia Accipitridae que viven en bosques abiertos y bosques pantanosos de Centro y Sudamérica.

## Otros nombres vulgares
También es conocido como  milano cabeza gris, gavilán cabecigrís, gavilán palomero, gavilán guacharaquero, aguililla cabecigrís, elanio cabecigrís y  milano blanquigrís.

## Distribución
Su área de distribución se extiende desde el este de México y Trinidad hasta Perú, Bolivia y el norte de Argentina.

## Características
El milano cabecigrís mide de 46 a 53 cm de longitud y pesa entre 410 y 605 g. El adulto tiene la cabeza gris, el dorso negro, el vientre blanco y la cola negra con dos o tres bandas blancas. El pico es azul y las patas, cortas y grises. Las alas tienen las plumas cobertoras negras y las remeras reticuladas y barreadas de blanco.
Los inmaduros tienen tres fases de coloración. La fase clara es similar al adulto, pero con la cabeza y el cuello blancos, una "máscara" y una corona negras, pico negro y patas amarillas. En la fase rufa, la parte posterior del cuello es rojizo, la garganta es blanca, tiene una larga cresta negra, bigotes negros y la espalda de color marrón. En la fase oscura, la cabeza, el cuello y el dorso son negruzcos,  la parte inferior amarillenta con franjas oscuras. Tanto en la fase clara como en la rufa, los juveniles están imitando con gran detalle el plumaje de dos especies diferentes de aguililla muy diferentes entre sí, el aguililla blanquinegra (Spizaetus melanoleucus) y el aguililla ornada (Spizaetus ornatus) Pone uno o dos huevos blancos, purpúreos en un extremo y manchados de castaño. El nido, construido en la copa de un árbol, está hecho de ramitas y tapizado con hierba.

## Historia natural
El milano cabecigrís se alimenta principalmente de reptiles, pero también come ranas e insectos grandes. Normalmente se posa en un lugar alto y despejado desde donde se abate sobre su presa. Su canto es un débil "kiou". Su vuelo es lento, combina planeos con batir de alas.

## Subespecies
Se conocen dos subespecies de Leptodon cayanensis:
- Leptodon cayanensis cayanensis - del sudeste de México al oeste de Ecuador, Guayana y Amazonia; Trinidad.
- Leptodon cayanensis monachus - del centro de Brasil al norte de Argentina y Paraguay.